# Zouhair Rahil
Zouhair Rahil (26 november 1983) is een Marokkaans wielrenner.  Hij won in 2015 de Ronde van Senegal, die dat seizoen niet op de UCI-kalender stond.

## Overwinningen
2015
Eindklassement Ronde van Senegal